# Дег Хитан
Дег Хитан (или Ингалик) је северноамерички домородачки народ, који насељава запад Аљаске. Припада атабасканској породици народа, дегхитански језик (дег хинаг) припада централно аљаско-јуконској подгрупи атабасканских језика. Дег Хитани су насељени око реке Анвик у насељу Анвик, око реке Иноко у насељу Шагелук, и око доњег тока реке Јукон у насељу Холи Крос. 
Суседи су им Ескими Јупици (западно и јужно) и други атабаскански народи: Холикачук (северно), Горњи Каскоквим (северно и источно) и Денаина (јужно).

## Име
Аутоним за народ је Дег Хитан, а за језик је дег хинаг.
Најчешће коришћен егзоним је Ингалик (који потиче од јупичке речи Ингкилик) који је за Дег Хитане увредљив. У литератури су у прошлости за Дег Хитане коришћени и називи Анвик-Шагелук Ингалик, Каскоквим Ингалик и Јукон Ингалик, док је назив Мекграт Ингалик коришћен за народ Горњи Каскоквим.